# Laoag International Airport
Laoag International Airport is een internationaal vliegveld bij de Filipijnse stad Laoag, de hoofdstad van de provincie Ilocos Norte. Het vliegveld is het enige vliegveld in de provincie en het noordelijkste internationale vliegveld van de Filipijnen. Laoag International Airport wordt veel gebruikt als charter bestemming door toeristen uit China.
Het vliegveld is voorzien van een landingsbaan van 2420 meter lengte en is door de Civil Aviation Authority Philippines, een instantie van het ministerie van Vervoer en Communicatie, als secundair internationaal vliegveld geclassificeerd.

## Luchtvaartmaatschappij
De volgende luchtvaartmaatschappijen vliegen op Laoag International Airport:

### Binnenlands
- Cebu Pacific (Manilla)
- Philippine Airlines (Manilla)
- Sky Pasada (Basco)

### Internationaal
- China Southern Airlines (Shanghai)

## Voormalige luchtvaartmaatschappijen
De volgende luchtvaartmaatschappijen vlogen in het verleden op Laoag International Airport:
- Air Philippines
- South East Asian Airlines
- Air Macau
- Mandarin Airlines
- Far Eastern Air Transport
- Asian Spirit (Seoel-Incheon)